# Monoceronychus aechmetes
Monoceronychus aechmetes är en spindeldjursart som beskrevs av Pritchard och Baker 1955. Monoceronychus aechmetes ingår i släktet Monoceronychus och familjen Tetranychidae. Inga underarter finns listade i Catalogue of Life.